# Gries (Wilhelmsthal)
Gries ist ein Gemeindeteil von Wilhelmsthal im oberfränkischen Landkreis Kronach in Bayern.

## Geographie
Der Weiler besteht aus vier Einzelsiedlungen, die verstreut am Trebesbach, einem rechten Zufluss der Kronach, liegen. Eine Gemeindeverbindungsstraße führt nach Schafhut (1,2 km nordwestlich) bzw. über Trebes nach Steinberg zur Staatsstraße 2200 (1,6 km südöstlich). Ein Wirtschaftsweg verbindet ebenfalls mit Steinberg (2 km südöstlich).

## Geschichte
Die erste urkundliche Erwähnung war 1333.
Gegen Ende des 18. Jahrhunderts gab es in Gries sieben Anwesen (zwei Söldengüter, zwei Söldengütlein, zwei halbe Söldengüter, ein Tropfhaus). Das Hochgericht übte das bambergische Centamt Kronach aus. Die Grundherrschaft über sämtliche Anwesen hatte das Rittergut Weißenbrunn-Steinberg.:S. 474
Mit dem Gemeindeedikt wurde Gries dem 1808 gebildeten Steuerdistrikt Steinberg und der 1818 gebildeten Ruralgemeinde Steinberg zugewiesen. Am 1. Mai 1978 wurde Gries im Zuge der Gebietsreform in Bayern in die Gemeinde Wilhelmsthal eingegliedert.:S. 600

### Haus Gries
1920 wurde das Kurhaus Wilhelmsruhe auf dem Landgut des Dampfsägewerkbesitzers Wilhelm Herzog in Gries errichtet. Ab 1923 durfte Herzog Personen beherbergen, die zum Zwecke der Kur oder zur Erholung in der Regel für mindestens eine Woche buchten. Zusätzlich veranlasste Herzog den Wegebau und 1932 den Bau eines Schwimmbades unterhalb vom Kurhaus.

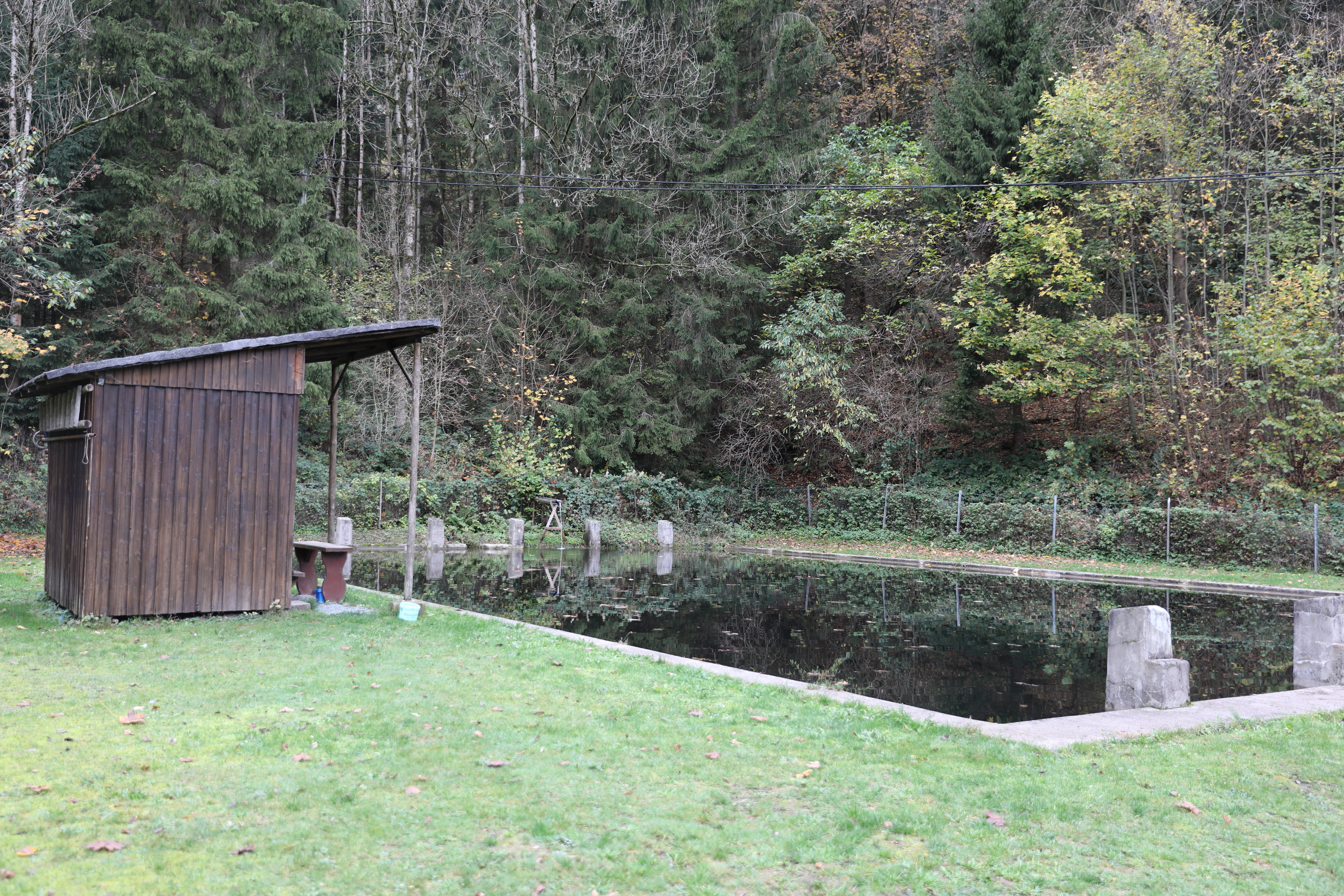
Ehemaliges Schwimmbad

Anfang des Zweiten Weltkriegs kauften die IG-Farben-Werke das Anwesen, zu dem ein 33 Hektar großer landwirtschaftlicher Besitz gehörte, als Erholungsheim für ihre Arbeiter und Angestellte. Von 1946 bis 1954 betrieb der Landkreis Kronach in Gries eine Kindererholungsstätte, insbesondere für lungenkranke Kinder. Es folgte von 1956 bis 1961 der Verband der Kriegsbeschädigten, Kriegshinterbliebenen und Sozialrentner Deutschlands als Pächter des Erholungsheimes. 1962 erwarb das Erzbistum Bamberg das Erholungsheim und nutzte es für Kinder und später überwiegend für die Altenerholung. 1968 ließ das Bistum eine Hauskapelle errichten.
1984 wurde in dem leer stehenden Erholungsheim ein Exerzitienhaus des Jesuitenordens eingerichtet. Seitdem dient das Haus für Kontemplationskurse in der Tradition des Gründers Pater Franz Jalics SJ.

### Kapellen
- Anlässlich des 25-jährigen Jubiläums des Exerzitienhauses Gries entstand 2011 an der Zufahrt zum Anwesen eine Wegkapelle, die Herz-Jesu-Kapelle. Die Firma Anton Eidloth entwarf das Bauwerk nach Ideen von Pater Anton Altnöder SJ und Otto Nikol. Die Herz-Jesu-Statue in der Kapelle ist ein Werk von Franz Drexler. Sie stand ursprünglich in der Kapelle des Provinzialats der Jesuiten in München. Am 6. Juli 2013 segnete der Bamberger Erzbischof Ludwig Schick die Kapelle.[7]
- Rudolf Höring ließ Anfang der 1980er Jahre eine Kapelle im Wald bei Gries errichten, die am 12. Mai 1983, dem Himmelfahrtstag, von dem Pater Unger aus Steinberg geweiht wurde. Der Sakralbau gedenkt sieben britischen Soldaten eines Bombers des RAF Bomber Command, der im Januar 1944 über Gries abstürzte.[8] Das Bauwerk besteht aus Bruchsteinmauerwerk. Es hat in den beiden Seitenwänden je ein buntes Bleiglasfenster, einen rundbogigen Eingang und ein überstehendes, verschiefertes Walmdach. Seitlich an der Kapelle erinnert ein Gedenkstein an den Flugzeugabsturz. Im Innenraum befindet sich unter einer weißverputzten Flachdecke unter anderem eine Statue des heiligen Josef mit dem Jesusknaben.[9]

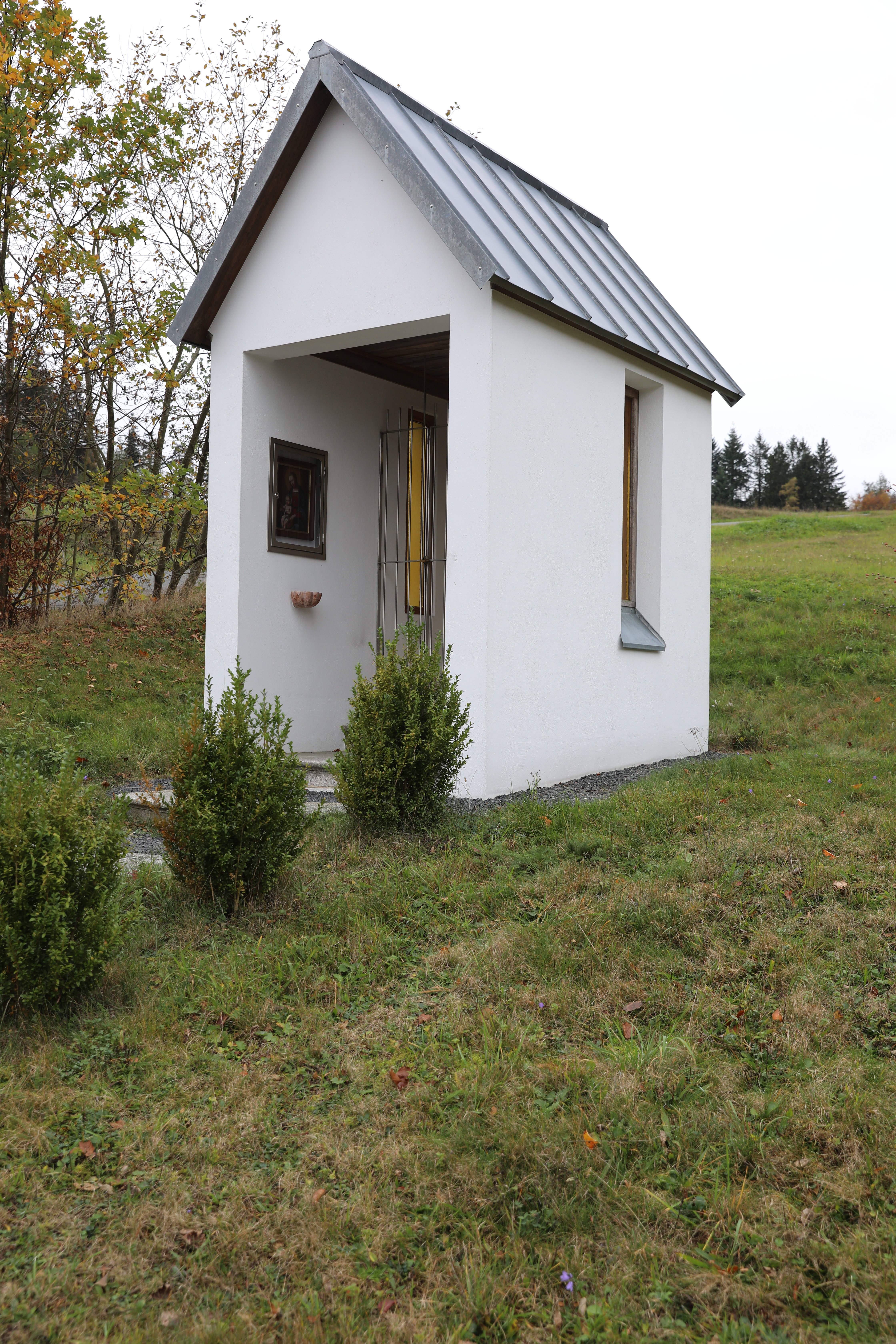
Herz-Jesu-Kapelle
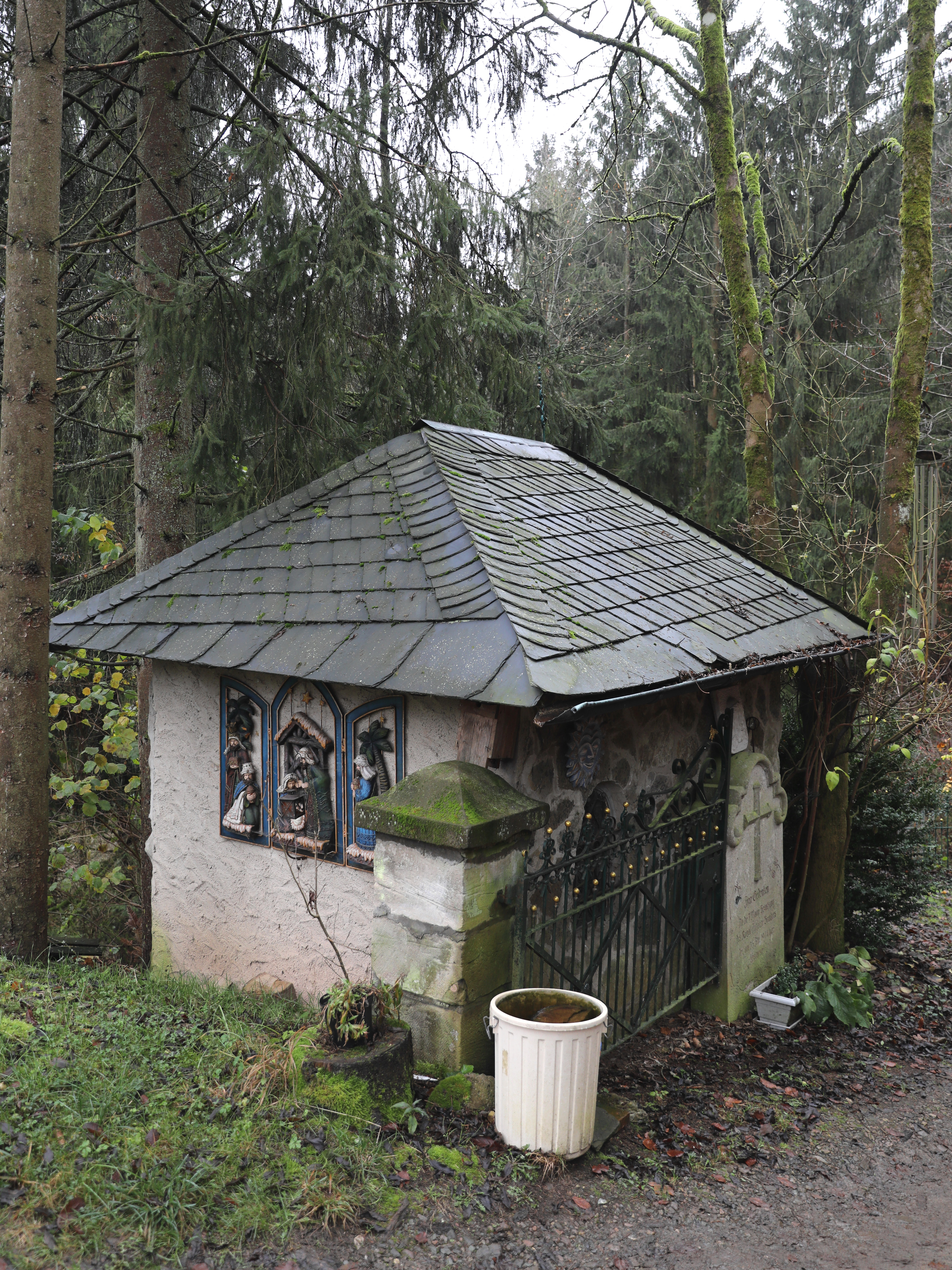
Höringskapelle

### Einwohnerentwicklung
| Jahr      | 001818  | 001861 | 001871 | 001885 | 001900 | 001925 | 001950 | 001961 | 001970 | 001987 |
| Einwohner | 35      | 48     | 51     | 53     | 43     | 33     | 42     | 34     | 17     | 15     |
| Häuser    | 7       |        |        | 8      | 7      | 6      | 6      | 6      |        | 4      |
| Quelle    | :S. 600 | [ 10 ] | [ 11 ] | [ 12 ] | [ 13 ] | [ 14 ] | [ 15 ] | [ 16 ] | [ 17 ] | [ 1 ]  |

## Baudenkmal
- Bildstock

## Religion
Der Ort ist römisch-katholisch geprägt und nach St. Pankratius in Steinberg gepfarrt.:S. 474